# カフェモカ

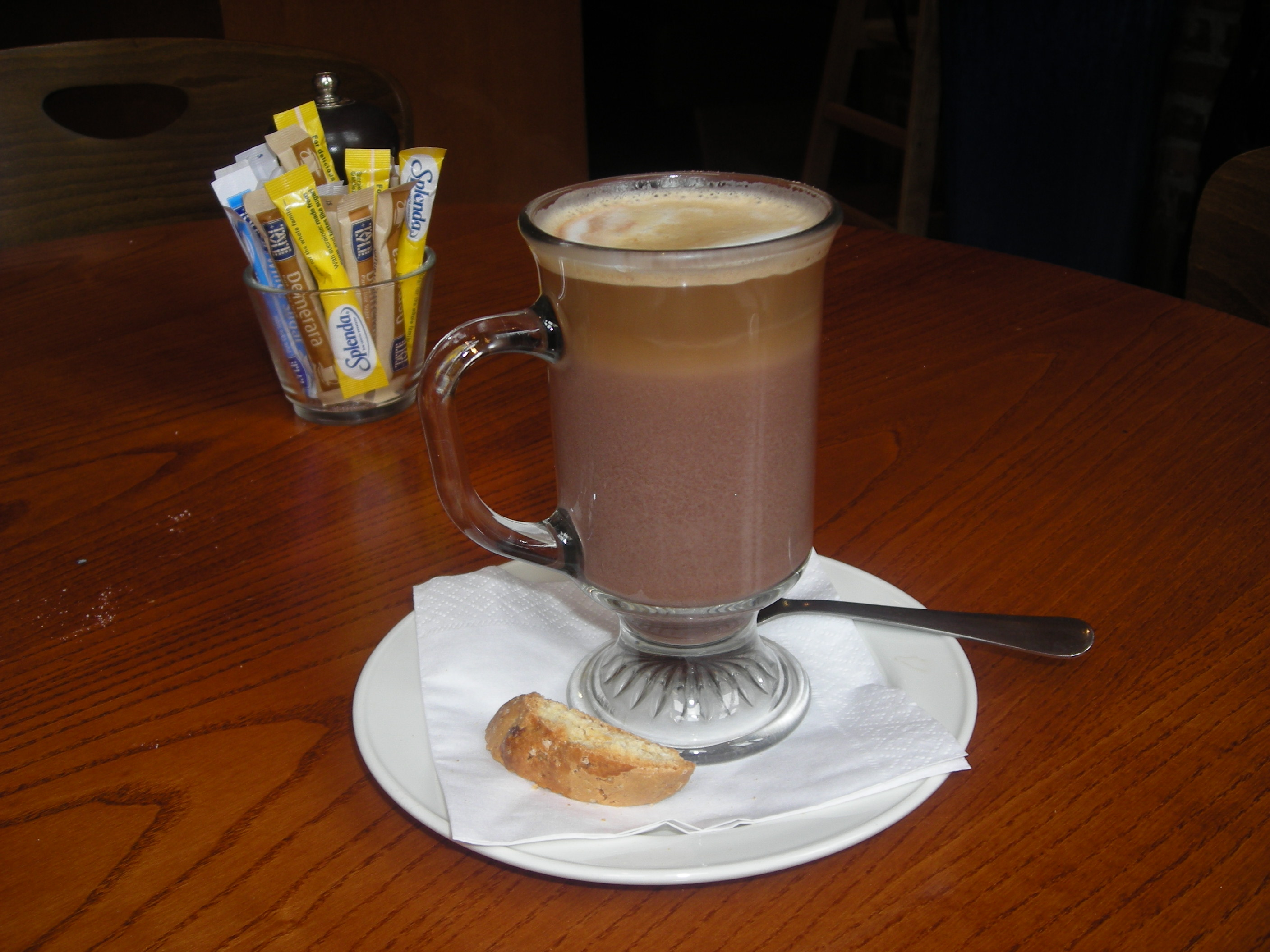
カフェモカ

カフェモカ（英: Caffè mocha、西: café moca）とは、エスプレッソコーヒー、チョコレート・シロップ、スキムミルクを混ぜた飲料。チョコレートとミルクの代わりにココアを使うこともある（原材料としてはほとんど同じである）。ホイップクリームなどをトッピングすることが多い。
本来、「モカ」とはモカコーヒーのことで、そのコーヒー豆にはカカオ（チョコレート）に似た風味があり、カフェモカは、チョコレートを入れることでそれに似せたものである。
アメリカ生まれの飲料であるが、イタリア風を意識しており、コーヒーにはエスプレッソを使うのが本式である。
ホットでもアイスでも提供される。甘くマイルドな飲み口である。
多くのカフェチェーン等でも提供されている。